# Szent Pál oszlopa
Szent Pál oszlopa egy kőtömb a ciprusi Páfoszban, amelyhez állítólag odakötözték az apostolt, és megkorbácsolták.
Szent Pál – a Biblia szerint – Szalamiszból érkezett Páfoszba. Ott Sergius Paulus római helytartó meghallgatta Pált és a vele tartó Barnabás apostolt. Egy hamis próféta, Barjézus azonban igyekezett a római urat elfordítani a Pál által közvetített hittől, de az apostol megvakította. Pál így szólt Barjézushoz: „Ó, te minden álnoksággal és gonosz cselekedettel teljes,  ördögnek fia, minden igazságnak ellensége, nem szűnöl-é meg az Istennek igaz útait elfordítani? Mostan azért ímé az Úrnak keze  ellened lészen és léssz vak, nem látod az napot ideig.”
Az oszlop a Hriszopolitissza-bazilika romjai közelében áll. A hagyomány szerint Pált hozzákötözték és 39 korbácsütést mértek rá, mire sikerült megtérítenie Sergius Paulust. Az apostol a második korintusi levélben számol be arról, hogy öt alkalommal is 39 ütésre ítélték, a legenda szerint ezek egyike történt Páfoszban.